# Pieter van de Venne
Pieter van de Venne, född före 1625 i Middelburg, död 1657 i Haag, var en nederländsk konstnär. Han är släkt med både Aert Pietersen van de Venne och Adriaen van de Venne.
Pieter Van de Venne målade främst blomsterstycken.